# 同名半盲

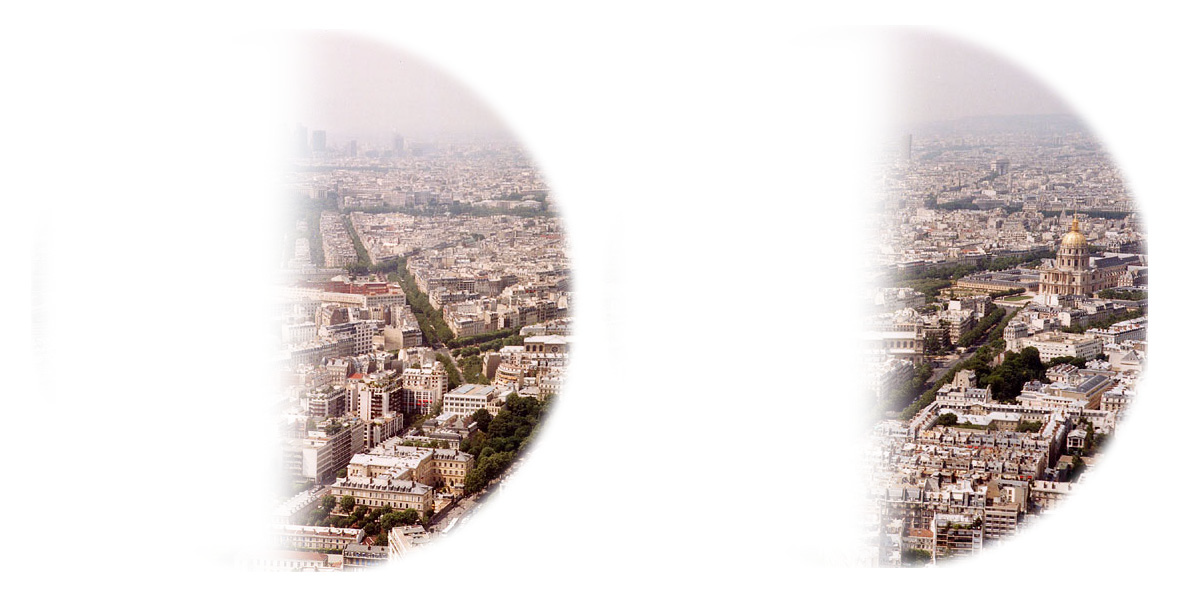
図1　左同名半盲の視野。左右の眼とも左半分の視野が欠損する。

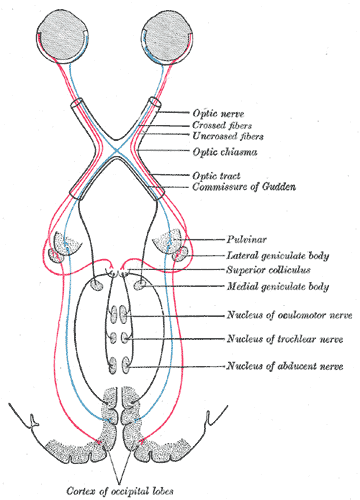
図2　視神経の経路。

同名半盲（どうめいはんもう、英: homonymous hemianopsia/hemianopia）は、神経学症候のひとつで、両眼の同じ側が見えなくなる症候のこと。同名性半盲ともいう。

## 視神経の走行
視神経は視床後部にある外側膝状体でニューロンを交代した後大脳半球に入り、内包後脚のレンズ核後部から側頭葉と後頭葉の白質を通り一次視覚野に達する。これを視放線と呼ぶ（外側膝状体より末梢の視神経の走行については両耳側性半盲をも参照のこと）。

## 原因と症状
同名半盲が起きるのは通常眼そのものの機能異常ではなく、大脳が脳卒中や外傷などで障害されることによって起こる。脳血管障害や脳腫瘍によって一側の視索（視交叉と外側膝状体の間の視神経の束）あるいは大脳の側頭葉や後頭葉に障害が生じると、反対側の同名半盲が起こる。例えば右の視索に病変があると、両眼とも視野の左半分が見えなくなる。右後頭葉の脳卒中でも同様の視野欠損が起こるが、この場合は黄斑回避により中心部の視野は保たれる。また側頭葉や後頭葉の小さな病変では、視放線の一部が傷害されるため、視野の半分のうち上半分あるいは下半分だけが欠損する事がある。この場合全視野の4分の1が欠損することになるので、これを同名四分盲という。
右大脳の広範な脳卒中の場合、同名半盲だけでなく左半側空間無視も生じることがある。これは空間認識をつかさどる頭頂葉が障害されることによる。ただしこれは左大脳が優位半球の人（言語野が左大脳にある人。90%以上の人がそうだといわれる）の場合に限る。空間認識は劣位半球の頭頂葉に中枢があるからである。また同名半盲は非可逆的な病変だけで起こるわけではない。例えば片頭痛の前兆期の症状として現れることもある。